# トラムンタナ山脈
トラムンタナ山脈(カタルーニャ語: Serra de Tramuntana, (カタルーニャ語発音: [ˈsɛrə ðe tɾəmunˈtanə], スペイン語: Sierra de Tramontana)は、スペイン・バレアレス諸島・マヨルカ島の西岸を南西から北西に連なる山脈。山脈名は同名のコマルカ（郡）に由来している。優れた物理的・文化的意義を認められ、2011年6月27日に「トラムンタナ山脈の文化的景観」としてユネスコの世界遺産（文化遺産）に登録された。

## 地理
トラムンタナ山脈の最高峰はソーイェルの北東にある標高1,445mのプッジ・マジョーであり、バレアレス諸島全体でもっとも標高が高い山である。プッジ・マジョーからMa-10号線を挟んで東側には標高1,364mのプッジ・マッサネーリャがある。トラムンタナ山脈の最南端部分はブルゲサ山地と呼ばれる。
トラムンタナ山脈はマヨルカ島の他地域よりもかなり降水量が多く、他地域の年降水量が400mm以下なのに対して、トラムンタナ山脈の年降水量は1,507mmに達する。その標高のために冷涼な気候であり、冬季に数日間の降雪日があることも珍しくない。
バレアレス諸島州の州都パルマからブニョーラやソーイェル市街地を通ってポルト・デ・ソーイェル（ソーイェル港）まで、ソーイェル鉄道がトラムンタナ山脈を横断している。道路交通としては、山脈と北西岸との間または山脈内部をMa-10号線が走っている。ソーイェル鉄道に沿ってMa-11号線が山脈を横断しており、またMa-1040号線、Ma-1110号線、Ma-2130号線なども山脈を横断している。

## 文化
トラムンタナ山脈は重要な自然保護区である。地質学な価値を持ち、森林植生が際立っている。動植物種の多様性を持ち、急速な都市化の影響を受けずにいる。地形的・地質的・気候的に農業には不向きだが、8世紀頃からキリスト教徒が山脈の急斜面に石垣と棚田を築き、さらに水車を利用して棚田に用水路をめぐらせて農地とした。その後、一時的にイスラーム教徒の手に渡っていたが、レコンキスタによって12世紀にキリスト教徒の手に戻った。水稲のほかにはオリーブ・ブドウ・オレンジなどの果樹を栽培している。2011年6月27日、トラムンタナ山脈の全域が「トラムンタナ山脈の文化的景観」としてユネスコの世界遺産（文化遺産）に登録された。

## 世界遺産

### 登録基準
この世界遺産は世界遺産登録基準のうち、以下の条件を満たし、登録された（以下の基準は世界遺産センター公表の登録基準からの翻訳、引用である）。
- (2) ある期間を通じてまたはある文化圏において、建築、技術、記念碑的芸術、都市計画、景観デザインの発展に関し、人類の価値の重要な交流を示すもの。
- (4) 人類の歴史上重要な時代を例証する建築様式、建築物群、技術の集積または景観の優れた例。
- (5) ある文化（または複数の文化）を代表する伝統的集落、あるいは陸上ないし海上利用の際立った例。もしくは特に不可逆的な変化の中で存続が危ぶまれている人と環境の関わりあいの際立った例。

## 自治体

トラムンタナ山脈の自治体

| 自治体             | 人口（人） | 面積(km2) | 人口密度 （人/km2） |
| ------------------ | ---------- | --------- | ------------------- |
| ポリェンサ         | 16,997     | 151.44    | 116.4               |
| アスコルカ         | 276        | 139.33    | 2.0                 |
| フォルナルッチ     | 732        | 19.49     | 37.6                |
| ソーイェル         | 13,625     | 42.75     | 318.7               |
| ブニョーラ         | 5,910      | 84.63     | 69.8                |
| デイア             | 754        | 15.12     | 49.9                |
| バルデモーサ       | 1,977      | 42.84     | 46.2                |
| エスポルレス       | 4,696      | 35.27     | 133.1               |
| バニャルブファール | 627        | 18.05     | 34.7                |
| エステリェンクス   | 388        | 13.39     | 29.0                |
| プッチプニェント   | 1,763      | 42.28     | 41.7                |
| アンドラッチ       | 11,348     | 81.45     | 139.3               |
| カルビア           | 50,777     | 144.97    | 350.3               |

## ギャラリー

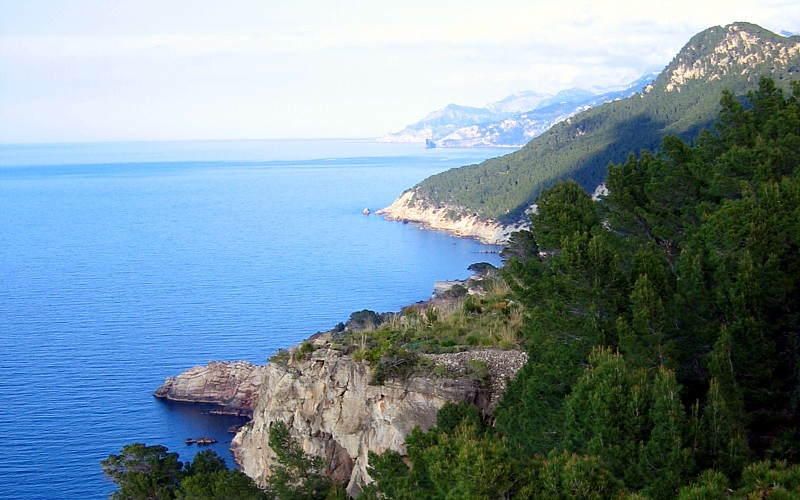
マヨルカ島の北西岸
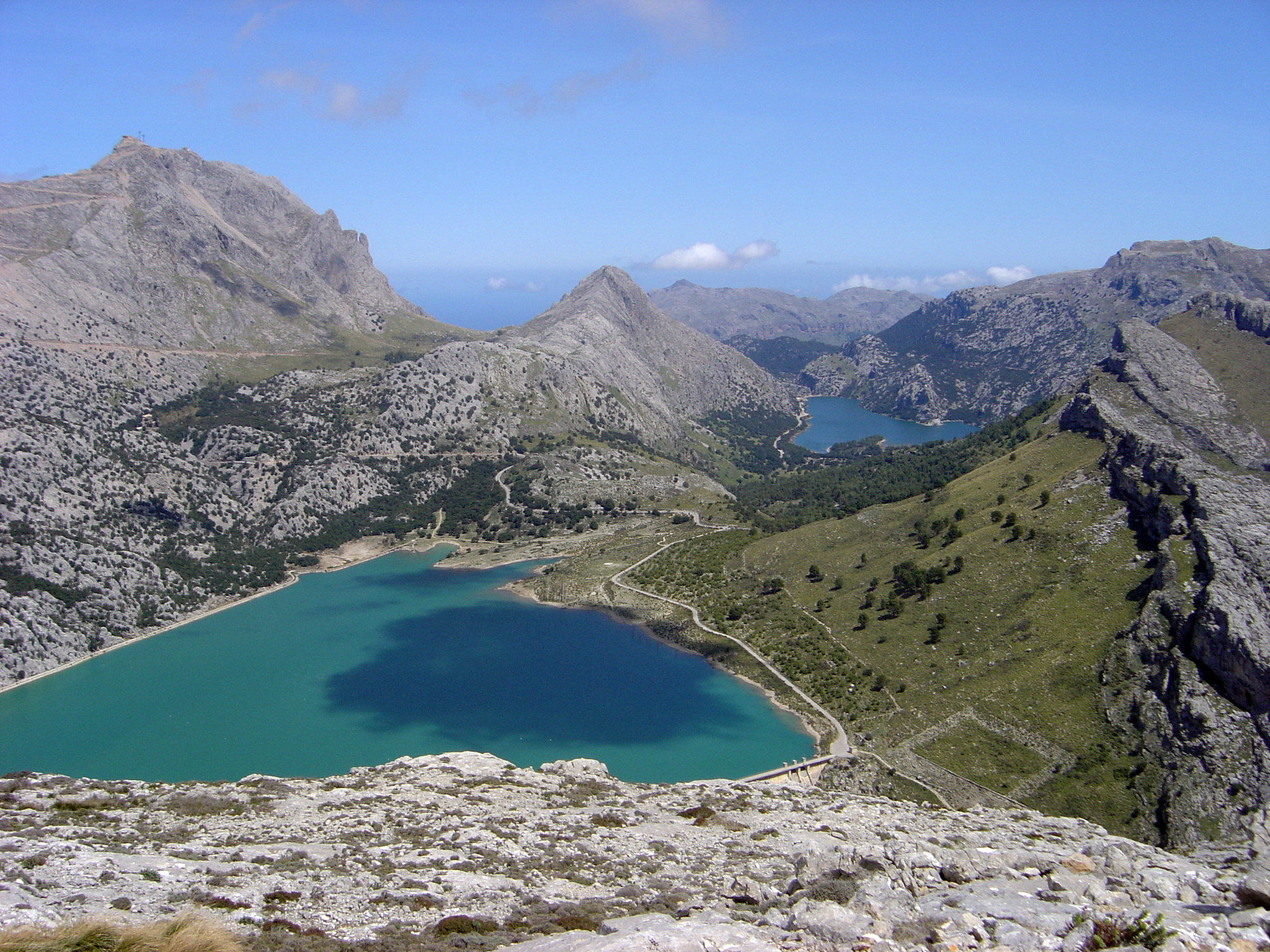
クーベル湖とゴルグ・ブラウ
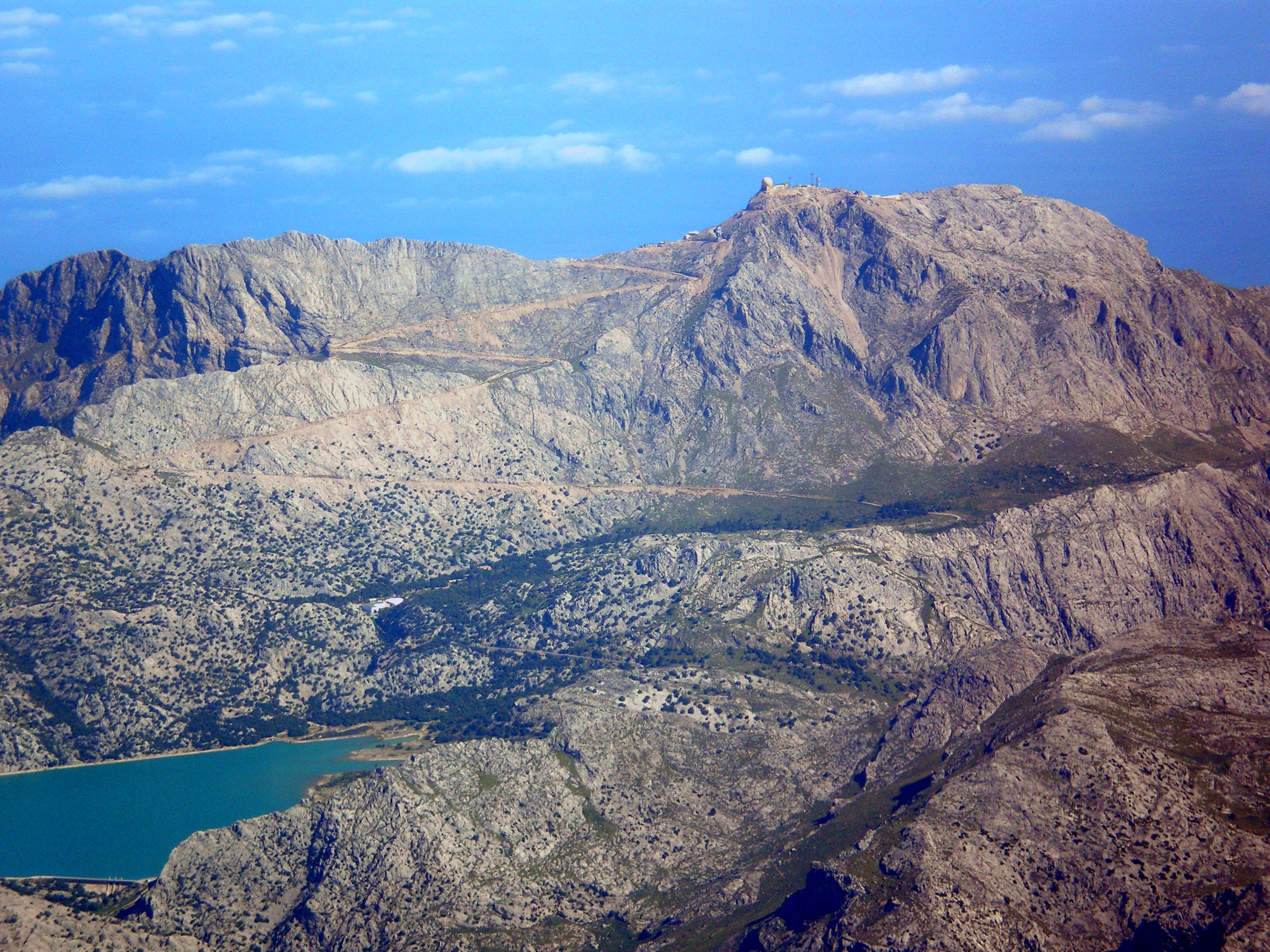
プッジ・マジョー
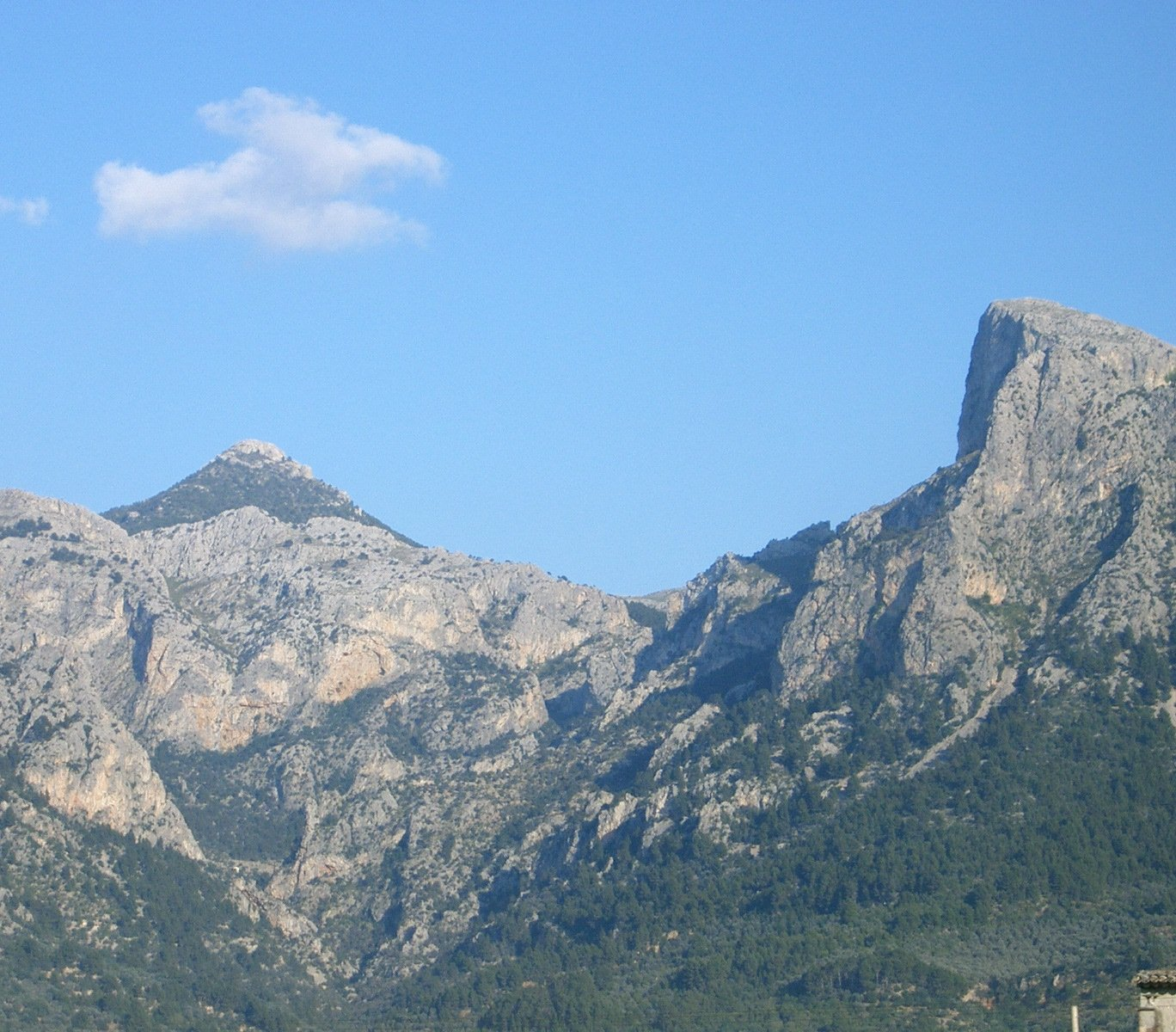
ドフレ山
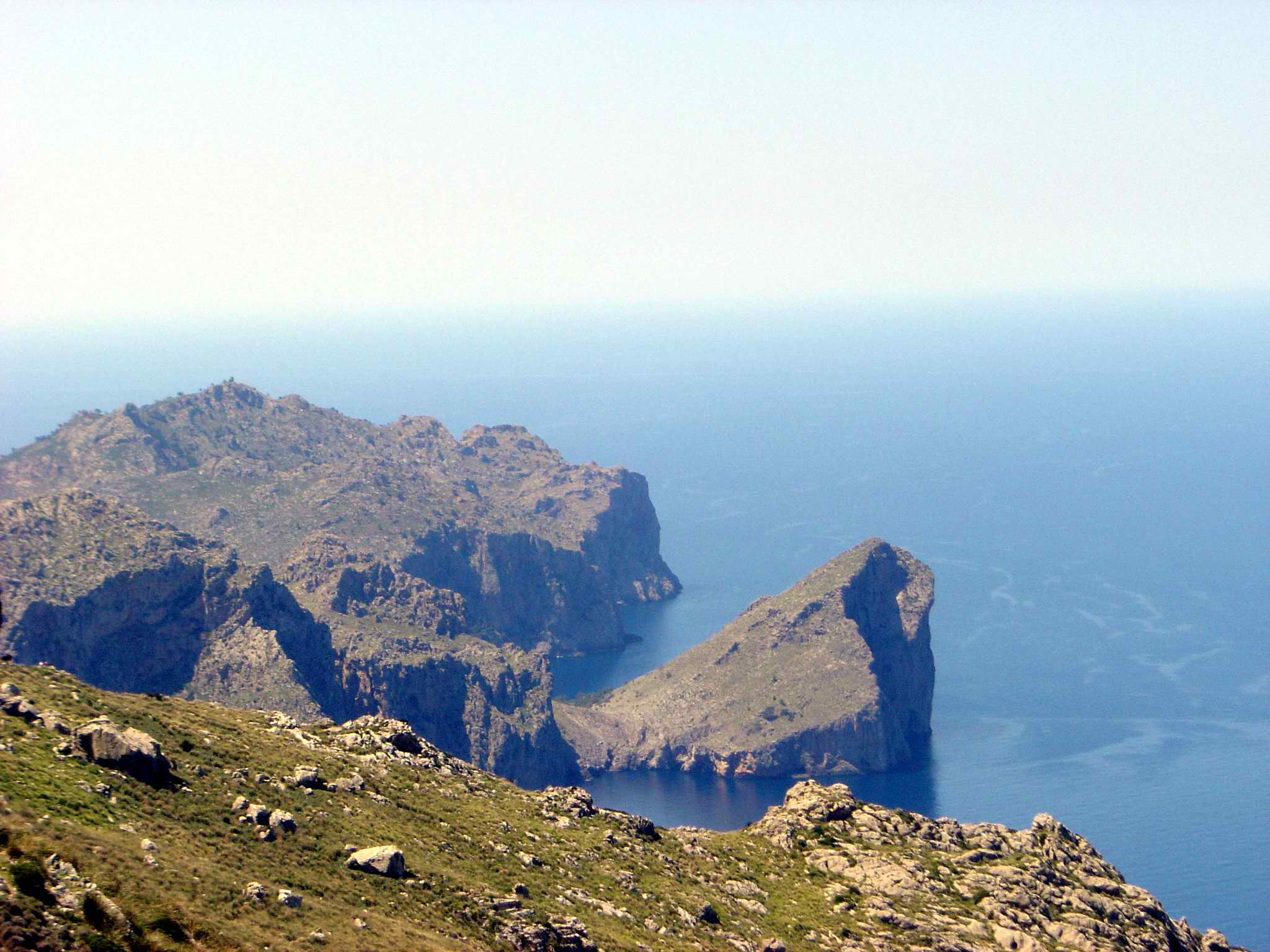
モーロ・デ・サ・バカ
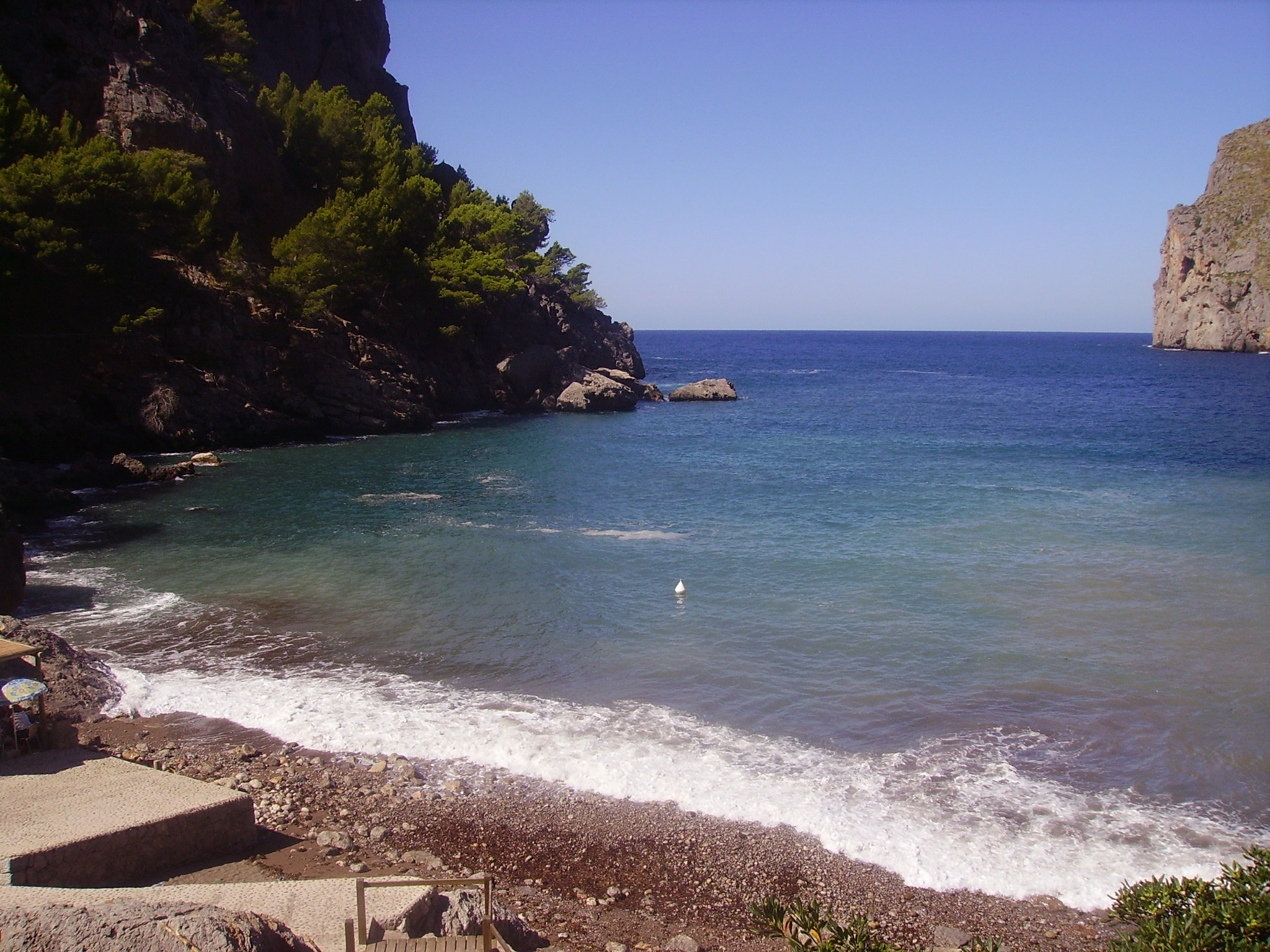
サ・カロブラ